# Oliver Bjerrehuus
Oliver Bjerrehuus (6 ottobre 1975) è un modello danese, figlio dell'attrice Suzanne Bjerrehuus. Nel 1997, si è trasferito a New York, dove iniziò la sua carriera nella moda lavorando per Calvin Klein, Dolce & Gabbana, Hugo Boss, Nautica, Azzaro, Giorgio Armani, GQ e Vogue.